# GNOME Sleutelbos
GNOME Keyring is een daemon die deel uitmaakt van GNOME en instaat voor het opslaan van vertrouwelijke informatie zoals wachtwoorden, toegangssleutels en gebruikersnamen. De gevoelige informatie wordt versleuteld opgeslagen in een keyring-bestand in de homedirectory van de gebruiker. De standaard keyring maakt gebruik van hetzelfde wachtwoord als het inlogwachtwoord, waardoor een gebruiker slechts één wachtwoord hoeft te onthouden.

## GNOME Keyring Manager
De GNOME Keyring Manager was een GUI voor GNOME Keyring. Sinds GNOME 2.22 werd het programma uitgefaseerd en volledig vervangen door Seahorse.